# Isidor Petschek
Isidor Petschek (* 15. März 1854 in Kolin, Königreich Böhmen; † 18. Juni 1919 in Prag, Tschechoslowakei) war ein deutschsprachiger Rechtsanwalt und Unternehmer. Gemeinsam mit seinem Bruder Julius Petschek begründete er die Prager Stammlinie der Unternehmerdynastie Petschek, die im späten 19. und frühen 20. Jahrhundert zu den reichsten jüdischen Familien Europas zählte.

## Leben
Isidor Petschek war das erstgeborene Kind von Moses Petschek (1822–1888) und Sara Petschek, geb. Wiener (1827–1894). Er hatte eine Schwester, Rosa Petschek (1855–1934), und zwei Brüder, Julius Petschek (1856–1932) und  Ignaz Petschek (1857–1934). Die Familie war deutschsprachig. Sein Vater erwarb als Geldverleiher und Bodenspekulant das erste größere Vermögen der Familiendynastie. Im Jahr 1876 wurde Moses Petschek wegen Wucher aus der Jüdischen Gemeinde Kolin verstoßen und ließ sich mit seiner Familie in Prag nieder. Der Ruf der Petscheks in Kolin war dermaßen geschädigt, dass selbst noch Moses’ Enkelkinder zeit ihres Lebens einen Besuch der Stadt vermieden.
Der Vater erzog die Söhne im Geiste seiner Prinzipien, zu denen eine rücksichtslose Ellenbogenmentalität und ein unentwegtes Gewinnstreben zählten. Er flößte ihnen auch ein, dass man im Geschäftsleben nicht einmal dem eigenen Bruder trauen dürfe. Diese Lehren fruchteten später, zeigten jedoch keine Wirkung im Verhältnis zwischen Isidor und Julius Petschek, die bereits seit ihrer Schulzeit und später sowohl familiär als auch geschäftlich sehr eng verbunden waren. Eine weitere Maxime des Vaters lautete: „Billig kaufen, teuer verkaufen“, was zum geschäftlichen Grundprinzip aller Petscheks wurde.
Gemeinsam besuchten Isidor und Julius Petschek das k.k. Gymnasium zu Pilsen nebst Internat. Beide erhielten Zeugnisse mit Vorzug. Die strengen Internatsregeln sowie das Umfeld mit überwiegend katholisch geprägten Lehrern und Mitschülern trugen mit großer Sicherheit zu einer nachhaltigen Bindung zwischen Isidor und Julius Petschek bei. Zusammen studierten sie nach der Matura Rechtswissenschaften an der deutschsprachigen Karls-Universität. Seine siebenmonatige Gerichtspraxis absolvierte Isidor Petschek von Dezember 1877 bis Juni 1878 am k.k. böhmischen Oberlandesgericht in Prag und beendete sein Studium als Dr. iur.
Zwei Jahre später promovierte sein Bruder Julius ebenfalls. Während Isidor Petschek in Prag eine Rechtsanwaltskanzlei eröffnete, arbeitete Julius Petschek zunächst im Staatsdienst bei der k.k. böhmischen Finanzprokuratur. Im Jahr 1881 heiratete Isidor Petschek. Aus seiner Ehe mit Camilla Robitschek gingen vier Söhne hervor: Otto (1882–1934), Paul (1886–1946), Friedrich (1890–1940) und Hans (1895–1968). Kurze Zeit später heiratete auch Julius Petschek – und zwar Bertha Robitschek, die Schwester von Isidor Petscheks Frau. Aus der Ehe zwischen Julius und Bertha Petschek gingen drei Kinder hervor, die ihre Kindheit gemeinsam mit den Kindern von Isidor und Camilla Petschek verlebten.
Nach dem Tod des Vaters, Moses Petschek starb am 30. Juli 1888 in Prag, entwickelte sich Isidor Petscheks Anwaltskanzlei zum Zentrum des Familienimperiums. Sukzessive erwarben die Gebrüder Aktienanteile an Unternehmen in der Kohle-, Papier-, Glas- sowie Chemieindustrie. Im Jahr 1894 wurde Isidor Petschek als Vizepräsident in den Aufsichtsrat der Brüxer Kohlen-Bergbau-Gesellschaft gewählt. Von diesem Zeitpunkt an wurde der Name Petschek in Österreich-Ungarn zum Synonym für Braunkohle. Die Brüxer Kohlen-Bergbau-Gesellschaft galt als das größte Montanunternehmen der Donaumonarchie. Die Aktien der Gesellschaft zählten an der Wiener Börse zu den wichtigsten Spekulationsobjekten der Petscheks. Erste Wertpapiere des Unternehmens hatte bereits Moses Petschek im Jahr 1871 erworben.
Anfang des 20. Jahrhunderts gab Julius Petschek seinen Staatsdienst auf und wurde Geschäftspartner von Isidor Petschek. Damit begründeten sie die „Prager Linie“ der Familie Petschek. Dieser stand die „Aussiger Linie“ der Familie ihres Bruders Ignaz Petschek gegenüber. Ignaz Petschek hatte wenig Interesse für Schule und Studium gezeigt. Er verließ das Gymnasium bereits nach der 6. Klasse, hatte jedoch ein großes unternehmerisches Talent und die geschäftliche Rücksichtslosigkeit des Vaters geerbt. Bereits im Alter von 23 Jahren gründete er im Jahr 1880 in Aussig seine erste eigene Kohlenhandelsgesellschaft und galt als Erfinder des Kohlenkommissionsgeschäfts.
Zunächst noch gemeinsam, verstärkten die Petschek-Brüder ab dem Jahr 1905 ihre Aktivitäten auch im Ausland, indem sie Aktien von Montanunternehmen erwarben und den Aufsichtsräten von Kohlegesellschaften sowie Banken beitraten. Bei vielen Bergwerken erlangten sie eine Aktienmehrheit oder Sperrminorität durch feindliche Übernahmen und begannen, sich dabei gegenseitig zu überbieten. In Deutschland brachten die Gebrüder bis zum Jahr 1912 auf diesem Wege 27,8 % der Braunkohlenindustrie unter ihre Kontrolle. Im Jahr 1913 gelang Ignaz Petschek die spektakuläre Übernahme der Hohenlohe Werke AG in Oberschlesien, womit er ohne Beteiligung seiner Brüder ins ostelbische Braunkohlerevier eindrang.
Demgegenüber erwarben Isidor und Julius Petschek im Jahr 1917 die Majorität der Brüxer Kohlen-Bergbau-Gesellschaft und schlossen Ignaz Petschek an einer Teilhabe aus. Zu dieser Zeit kam es zum endgültigen Bruch zwischen den „Prager Petscheks“ und den „Aussiger Petscheks“. Die Ursache war ein Machtkampf im mitteldeutschen Braunkohlerevier um die Majorität der Werschen-Weißenfelser Braunkohlen AG und Anhaltischen Kohlenwerke AG, den letztlich Julius Petschek gewann. Obwohl beide in denselben Geschäftsfeldern tätig waren, bekämpften sich insbesondere Julius und Ignaz Petschek fortan erbittert und stritten sich persönlich oft in aller Öffentlichkeit in Aufsichtsratssitzungen sowie vor in- und ausländischen Gerichten.
Seit dem Jahr 1906 war Julius Petschek Aufsichtsratsmitglied der Anglo-Österreichischen Bank in Wien, die hinter der Unternehmenstätigkeit der Prager Petscheks stand. Die Bankenkontakte ermöglichten Isidor und Julius Petschek einen weitgehenden Aktienhandel. Gemeinsam gründeten sie im Jahr 1917 die „Prager Kommorzgesellschaft GmbH“ zur Verwaltung ihrer finanziellen Transaktionen und im selben Jahr demonstrativ im Gebiet ihres Bruders die „Aussiger Montangesellschaft mbH“. Über dieses Unternehmen regelten die Prager Petscheks den Verkauf von Kohle in ganz Nordböhmen, wodurch Ignaz Petschek die Verkaufsmöglichkeiten im nordböhmischen Braunkohlerevier vollständig verlor. Zusätzlich erwarben Isidor und Julius Petschek die Aktienmehrheit der Nordböhmischen Kohlenwerke AG in Brüx und erlangten nach der vollständigen Übernahme der Montan- und Industrialwerke A.G., vorm. J.D. Starck eine entscheidende Position im Falkenauer Revier, dem zweitgrößten Braunkohlebecken im damaligen Österreich-Ungarn.
Nach dem Ersten Weltkrieg erwarben Isidor und Julius Beteiligungen an vielen anderen Industrie- und Finanzzweigen in ganz Europa. Bei ihren Übernahmen profitierten die Petscheks davon, dass sie gemäß der Washingtoner Erklärung im Jahr 1918 tschechoslowakische Staatsbürger geworden waren. Diese neu entstandene Republik erreichte in den Anfangsjahren einen Aufschwung, der in einem starken Kontrast zur Inflation in Deutschland und in Österreich stand. Insbesondere das Deutsche Reich war nach dem verlorenen Krieg zu einem beliebten Einkaufsort für Ausländer geworden, wo es nicht nur sehr günstig Schuhe, Kleider oder Fotoapparate zu kaufen gab, sondern auch komplette Aktienpakete und ganze Firmen. Zu dieser Zeit zählte die Tschechoslowakische Krone neben dem Schweizer Franken in Mitteleuropa als Hartwährung. Die Petscheks zählten in der Zwischenkriegszeit zu den reichsten Juden in Europa und besaßen beträchtliche Reserven in harter Währung, was ihnen einzigartige Transaktionen und Wettbewerbsvorteile verschaffte.
Letztlich kontrollierte die Unternehmerdynastie Petschek zusammengenommen 50 Prozent der europäischen Kohlenerzeugung und 30 Prozent der deutschen Braunkohlenwerke. Östlich der Elbe schwankte ihr Anteil zwischen 66 und 70 Prozent. Ferner wurden Isidor und Julius Petschek Hauptaktionäre der Böhmischen Escompte-Bank, der Böhmischen Unions-Bank sowie Anteilseigner an mehreren Bankhäusern in Deutschland, Holland, Spanien, England und in den USA. Die Cashcows, die für die Prager Petscheks den meisten Gewinn abwarfen, waren folgende Unternehmen:
- Bankhaus Petschek & Co., Prag (ab 1920)
- Anhaltische Kohlenwerke AG, Halle (Saale)
- Werschen-Weißenfelser Braunkohlen AG, Halle (Saale)
- Nordböhmische Kohlenwerke AG, Brüx
- Brüxer Kohlen-Bergbau-Gesellschaft, Brüx
- Aussiger Montangesellschaft mbH, Aussig[31]

Die Gründung des Bankhauses Petschek & Co., welche zur größten Privatbank in der Ersten Tschechoslowakischen Republik prosperierte, erlebte Isidor Petschek nicht mehr. Er litt an Atherosklerose, galt jedoch bis zu seinem Tod als „Kopf“ der Prager Petscheks und als eigentlicher Gründer des Bankhauses Petschek & Co. In der Geschäftswelt wurde er „Großer Petschek“ und Ignaz Petschek „Kleiner Petschek“ genannt. Isidor Petschek verstarb am 18. Juni 1919 im 66. Lebensjahr an einer Koronarthrombose. Sein Grab befindet sich auf dem Neuen Jüdischen Friedhof in Prag.

## Nachfahren
Nach seinem Tod wurde sein erstgeborener Sohn Otto das Oberhaupt der Familie. Sein Onkel Julius überließ ihm die Verwaltung des gesamten gemeinsamen Eigentums, inklusive der Leitung des Bankhauses Petschek & Co. Isidor Petscheks zweitgeborener Sohn, Paul Petschek, vertrat ab Oktober 1928 die Familieninteressen in Deutschland und lebte in Berlin-Wannsee. Ab Mai 1936 war er der Familienvertreter in London. Julius Petschek verstarb im Januar 1932 und Otto Petschek im Juli 1934. Anschließend verkauften die Prager Petscheks ihre Unternehmensanteile in Mitteleuropa und etablierten sich zunächst in England und ab 1938 in den USA.
Von dem immensen Reichtum der Familiendynastie zeugen in Prag 13 luxuriöse Villen. Davon dienen drei heute als Residenzen für die chinesische, russische und US-amerikanische Botschaft.